# John Fuhrer
John Fuhrer (John William Fuhrer; * 11. April 1880 in La Harpe, Illinois; † 24. Juli 1972 in Lincoln, Nebraska) war ein US-amerikanischer Dreispringer.
Bei den  Olympischen Spielen 1904 in St. Louis wurde er mit seiner persönlichen Bestleistung von 12,91 m Vierter.